# كارمين ساليناس
كارمين ساليناس (بالإسبانية: Carmen Salinas)‏ هي ممثلة مكسيكية، ولدت في 5 أكتوبر 1939 في المكسيك.

## وصلات خارجية
- كارمين ساليناس على موقع IMDb (الإنجليزية)
- كارمين ساليناس على موقع ألو سيني (الفرنسية)
- كارمين ساليناس على موقع أول موفي (الإنجليزية)
- كارمين ساليناس على موقع قاعدة بيانات الأفلام السويدية (السويدية)
- كارمين ساليناس على موقع قاعدة بيانات الفيلم (الإنجليزية)
- كارمين ساليناس على موقع كينوبويسك (الروسية)